# Antico dei giorni

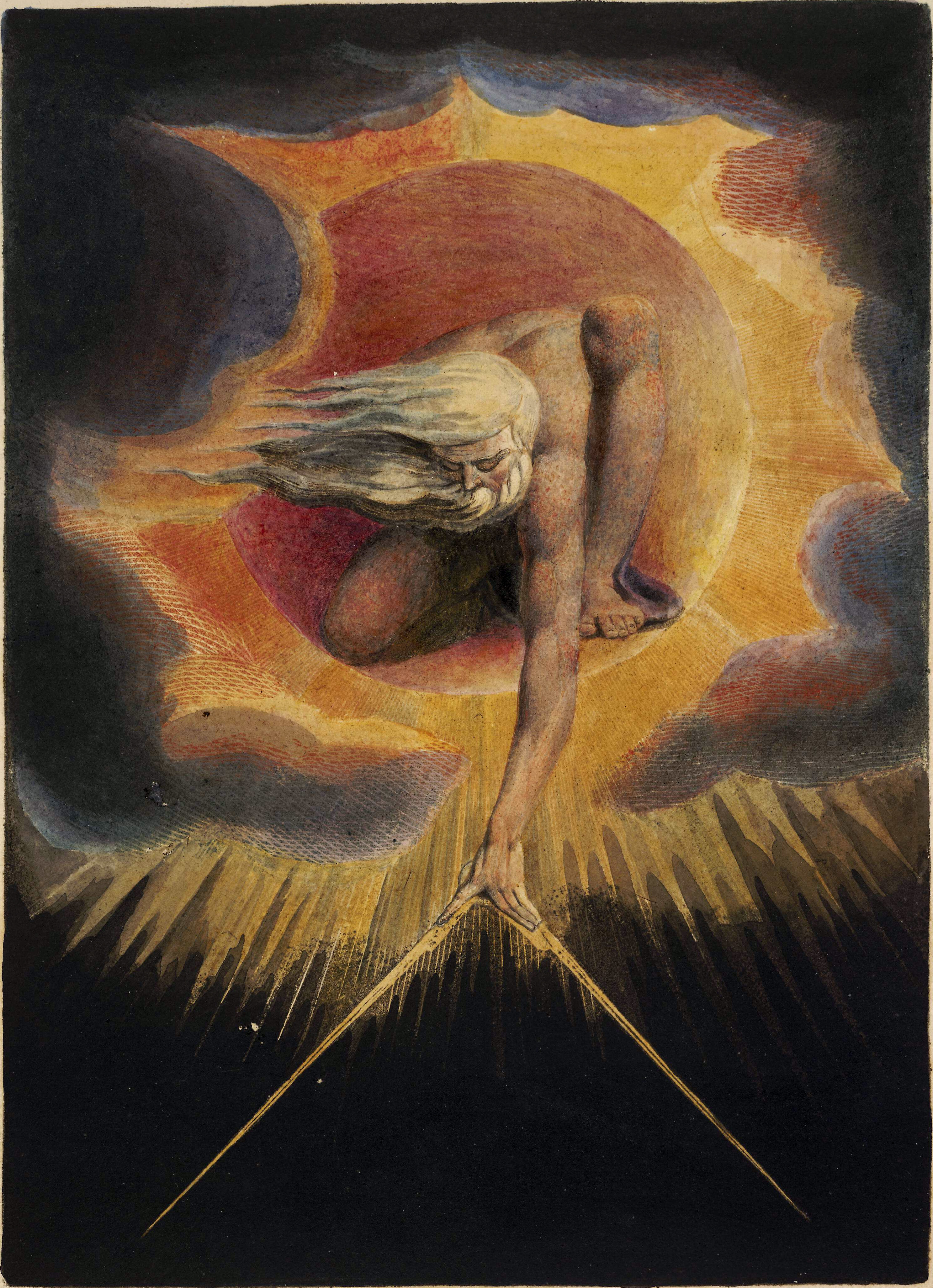
The Ancient of Days, acquaforte di William Blake.

L'Antico dei giorni (in aramaico: עַתִּיק יֹומִין , ʿatīq yōmīn; in greco antico: παλαιὸς ἡμερῶν, trasl. palaiòs hēmerôn; in latino: antiquus dierum) è uno dei nomi di Dio nel Libro di Daniele.
Il titolo "Antico dei giorni" è stato usato come fonte di ispirazione nell'arte e nella musica, denotando gli aspetti dell'eternità del Creatore combinati con la perfezione. Ne sono un esempio l'acquerello e l'acquaforte in rilievo di William Blake intitolata The Ancient of Days.

## Ebraismo
Questo termine compare tre volte nel Libro di Daniele (7:9, 13, 22) ed è usato nel senso che Dio è eterno:
And the Ancient of Days was seated;
His garment was white as snow,
And the hair of His head was like pure wool.
His throne was a fiery flame,
Its wheels a burning fire.»
Io continuavo a guardare,

quand'ecco furono collocati troni
e un vegliardo si assise.
La sua veste era candida come la neve
e i capelli del suo capo erano candidi come la lana;
il suo trono era come vampe di fuoco
con le ruote come fuoco ardente.»
(Daniele 7:9, NKJV, Bibbia C.E.I. 1978)

### Cabala
Nello Zohar, il documento della Cabala emerso nella Spagna del XIII secolo, si fa menzione dell'Antico degli Antichi e del Santo Antico - Atika Kadisha, variamente interpretato come sinonimo di Ein Sof, la Divinità non manifestata. L'Antico dei Giorni è la manifestazione dell'Antico degli Antichi all'interno della Creazione. Si riferisce alla fonte più primaria ("antica") della creazione nella volontà divina Keter ("Corona"), il vertice più alto delle Sĕfirōt dell’Albero della Vita:
(Idra Rabba, Zohar 3:136b)
Nella Cabala lurianica del XIV secolo, Atik Yomin è sistematizzato come il Partzuf (volto/configurazione divina) più elevata nella correzione di Atziluth, il più alto dei quattro mondi, dopo la frantumazione dei vasi Sephirot.Il Keter di i Atzilut agisce come la motivazione divina guida nella creazione, che si sviluppa in due partzufim: Atik Yomin (Antico dei giorni) e ‘’Arich Anpin’’ ("Viso lungo/Infinitamente paziente"). Atik Yomin è il partzuf interiore di Keter, sinonimo di Luce Divina, che avvolge e motiva Arich Anpin, il ‘’partzuf’’ esterno di Keter, sinonimo di Volontà Divina. Arich permea tutti i livelli della Creazione in modalità sempre più nascosta come substrato divino di ogni cosa.
Lo Zohar entra nei dettagli descrivendo la Testa Bianca di Dio e, in definitiva, l'emanazione della sua personalità o attributi antropomorfi. Nei regni discendenti spiegati da Luria, il Gulgalta ("Teschio" corrispondente alla ‘sephirot’’ della Volontà, in ebraico Keter) all'interno di Arich Anpin riveste il Chesed (Gentilezza) di Atik Yomin, diventando l'origine delle luci del mondo di Atziluth; il Mocha Stima'ah ("Cervello nascosto" – libertà, in ebraico ‘’ Chokhmah’’) all'interno di Arich Anpin riveste la Gevurah (Severità) di Atik Yomin, diventando l'origine dei vasi del mondo di ‘’Atzilut’’. Il ‘’Dikna’’ ("Barba") di Arich Anpin restringe la luce infinita proveniente da Atik Yomin in 13 canali (tredici attributi della misericordia) di correzione a una realtà inferiore e relativamente finita. Il testo della Merkavah Re'uyot Yehezkel identifica l'Antico dei Giorni con Metatron.

## Cristianesimo

### Cristianesimo orientale

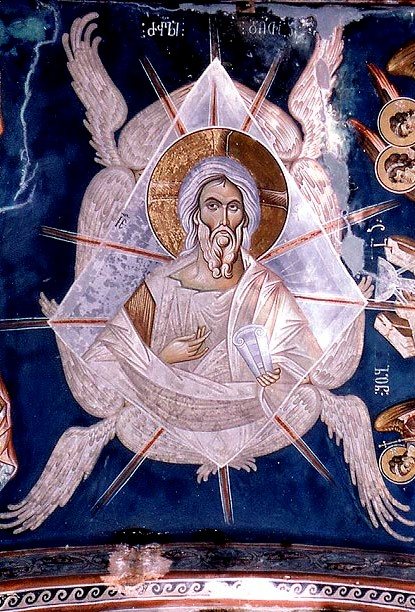
L'Antico dei Giorni, affresco del XIV presso Ubisi, Georgia.

Negli inni e nelle icone dei cristiani ortodossi orientali, l'Antico dei giorni è talvolta identificato con Dio Padre o occasionalmente con lo Spirito Santo, ma più propriamente, secondo la teologia ortodossa, è identificato con Dio Figlio. La maggior parte dei Padri della Chiesa orientale che commentano il passaggio in Daniele (7:9-10, 13–14) interpretarono la figura dell'anziano come una rivelazione profetica del Figlio prima della sua incarnazione fisica nel grembo della Vergine Maria.
In quanto tale, l'arte cristiana orientale a volte ritrae Gesù Cristo come un vecchio, l'Antico dei Giorni, per mostrare simbolicamente che esiste da tutta l'eternità, e talvolta come un giovane, o un bambino saggio, per ritrarlo mentre era incarnato. Questa iconografia emerse nel VI secolo nell'Impero d'Oriente, con immagini antiche, sebbene di solito non identificate correttamente o specificamente con "l'Antico dei Giorni". Le prime immagini dell'Antico dei Giorni, così chiamato con un'iscrizione, furono sviluppate dagli iconografi in diversi manoscritti, i primi dei quali risalgono all'XI secolo. Le immagini di questi manoscritti includevano l'iscrizione "Gesù Cristo, antico dei giorni", a conferma che questo era un modo per identificare Cristo come co-eterno con Dio Padre. In effetti, più tardi, la Chiesa ortodossa russa dichiarò al Grande Sinodo di Mosca nel 1667 che l'Antico dei Giorni era il Figlio e non il Padre.

### Cristianesimo occidentale
Nella Chiesa occidentale figure simili di solito rappresentano solo Dio Padre. Tommaso d'Aquino, ad esempio, identifica l'Antico dei Giorni con Dio, citando il commento di sant’Ilario di Poitiers per il quale "l'eternità è nel Padre".
Il Libro di Daniele contiene anche un riferimento a "qualcuno simile a un Figlio dell'uomo", che viene allevato da vicino davanti all'Anziano dei Giorni, e al quale sono dati "potere, gloria e regno; / tutti i popoli, nazioni e lingue lo servivano; / il suo potere è un potere eterno,
/ che non tramonta mai, e il suo regno è tale / che non sarà mai distrutto» (Daniele 7,13-14). Il passo suggerisce che l’Antico dei Giorni non sia Gesù, il quale è chiamato invece “Figlio dell’Uomo” che riceve da Dio Padre potere, gloria e regno. È stato notato che "la visione di Daniele delle due figure è l'unica in cui le due persone divine sono viste faccia a faccia".
Tra gli antichi testi pseudoepigrafi cristiani, il Libro di Enoch afferma che colui che è chiamato "Figlio dell'uomo", che esisteva prima che esistessero i mondi, è visto da Enoch in compagnia dell'"Antico dei Giorni".
Nell’inno Immortal, Invisible, God Only Wise, composto da Walter Chalmers Smith per la Chiesa libera di Scozia, le ultime due righe del primo verso dicevano:
Almighty, victorious, Thy great Name we praise.»
Onnipotente, vittorioso, lodiamo il tuo grande Nome»
(Walter C. Smith, Immortal, Invisible, God Only Wise, 1867)
Nell’inno O Worship the King (Robert Grant, 1833) le ultime due alinea del primo verso recitano:
pavilioned in splendor and girded with praise»
ricoperti di splendore e cinti di lode.»
(Robert Grant, ‘’ O Worship the King’’, 1833)

### Chiesa di Gesù Cristo dei Santi degli Ultimi Giorni
Nella Chiesa di Gesù Cristo dei Santi degli Ultimi Giorni, il titolo Antico dei giorni appartiene ad Adamo, il primo tra gli esseri umani ad essere creato, che è anche identificato con l'arcangelo Michele.